# Campiglossa jugosa
Campiglossa jugosa
 es una especie de insecto díptero que Ito describió científicamente por primera vez en el año 1984.
Esta especie pertenece al género Campiglossa de la familia Tephritidae.